# Limnebius nigritus
Limnebius nigritus är en skalbaggsart som beskrevs av Balfour-browne 1956. Limnebius nigritus ingår i släktet Limnebius och familjen vattenbrynsbaggar. Inga underarter finns listade i Catalogue of Life.